# ГЕС Жуселіну-Кубічек
ГЕС Жуселіну-Кубічек (Ірапе) — гідроелектростанція на сході Бразилії у штаті Мінас-Жерайс. Знаходячись вище від ГЕС Ітапебі, становить верхній ступінь в каскаді річці Жекичіньонья, котра тече у східному напрямку з хребта, що відділяє долину річки Сан-Франсиску від Атлантичного океану та впадає в останній за 320 км південніше від міста Салвадор.
У межах проєкту річку перекрили греблею у вузькій (80—100 м) та глибокій (80 м) ущелині. Для цього звели кам'яно-накидну греблю з глиняним ядром висотою 208 метрів (на момент спорудження найбільший показник в країні) та довжиною 551 метр. У процесі будівництва відведення води здійснювалось через два прокладені у правобережному масиві тунелі довжиною 1,1 та 1,2 км з перетином 13 × 13,2 метра. Крім того, для перепуску надлишкової води під час експлуатації у складі комплексу проклали три тунелі через лівобережний масив. Вони мають довжину понад 0,6 км, перетин 11 × 12 метрів та завершуються вихідним отвором на значній висоті на руслом річки, звідки спадають штучним водоспадом.
Гребля утворила велике водосховище з площею поверхні від 60 до 137 км2 (до 144 км2 під час повені), об'ємом 6 млрд м3 (корисний об'єм 3,7 млрд м3) та припустимим коливанням рівня між позначками 471 та 510 метрів НРМ (максимальний рівень на випадок повені 512 метрів НРМ, а гребінь утримуючої водойми споруди розташований на 515,5 м НРМ). Сховище накопичуватиме ресурс для регулювання діяльності запланованого нижче по течії каскаду, з якого станом на середину 2010-х років поки наявна лише зазначена вище ГЕС Ітапебі.
Через лівобережний масив прокладено також три підвідні тунелі до машинного залу діаметром від 4,6 до 3,8 м, що починаються з напірної шахти після чого переходять у похилий сегмент. Сам зал споруджений на поверхні та обладнаний трьома турбінами типу Френсіс номінальною потужністю по 125 МВт. Вони працюють при чистому напорі від 158,5 до 174,5 м (проектний 162 м) та повинні виробляти 1,8 млрд кВт·год електроенергії на рік.